# Jean Salumu
Jean Myriam Jozef Salumu (Sint-Niklaas, 26 luglio 1990) è un cestista belga.

## Carriera
Con il Belgio ha disputato due edizioni dei Campionati europei (2015, 2017).

## Palmarès
- Campionato belga: 7

Ostenda: 2012-13, 2013-14, 2014-15, 2015-16, 2016-17, 2017-18, 2023-2024
- Coppa del Belgio: 7

Ostenda: 2010, 2013, 2014, 2015, 2016, 2017, 2018
- Coppa di Polonia: 1

Trefl Sopot: 2023
- BNXT League: 1

Ostenda: 2023-2024